# Hermann Kurz (Politiker)
Hermann Kurz (* 20. September 1897 in Biel; † 23. Juli 1980 ebenda), heimatberechtigt in Pohlern, war ein Schweizer Politiker (PSR/SP).

## Leben

### Familie und Vorpolitische Laufbahn
Der Vater von Hermann Kurz, Jakob Kurz, war beruflich als Schreiner sowie Postbeamter eingesetzt. Kurz absolvierte die Handelsschule in Biel, bevor er 1916 eine Stelle in der Neuenburger Kantonalbank in La Chaux-de-Fonds antrat. 1920 wechselte er in der Position des Chefbuchhalters zum Uhrenunternehmen Tavannes Watch Co. nach Tavannes. 1928 kehrte Hermann Kurz nach Biel zurück, dort war er als Handelslehrer an der Handelsschule Biel angestellt. Zusätzlich erwarb er das eidgenössische Buchhalterdiplom sowie 1932 das Lizentiat in Handelswissenschaften an der Universität Neuenburg.
Hermann Kurz, der mit Hulda Bertha, der Tochter des Schlossers Adolf Rupp, verheiratet war, verstarb 1980 knapp vor Vollendung seines 83. Lebensjahres in seiner Heimatstadt Biel.

### Politischer Werdegang
Der der Parti socialiste romand bienne (PSR), ehemals eigenständiges Quartier, heute Sektion der Gesamtpartei (SP-PS Biel/Bienne), beigetretene Hermann Kurz amtierte von 1933 bis 1940 sowie von 1945 bis 1947 als Bieler Stadtrat, davon im Amtsjahr 1946 zusätzlich als Präsident. 1948 erfolgte seine Wahl in den Bieler Gemeinderat, dort fungierte er bis zu seinem Ausscheiden anno 1960 hauptamtlich als Finanzdirektor. 1951 wählte ihn das Volk in den Nationalrat, dem er bis 1955 angehörte.
Hermann Kurz fungierte ferner als Mitglied, Präsident der Kontrollstelle sowie von 1947 bis 1974 als Präsident des Verwaltungsrats  der Konsumgenossenschaft Biel, der späteren Coop. Überdies nahm er ein Verwaltungsratsmandat bei der Bernischen Kraftwerke AG wahr und übte von 1931 bis 1974 das Amt des Präsidenten des Verwaltungsrats der Genossenschaftsdruckerei Biel aus.
Sein politischer Einsatz galt insbesondere der kaufmännischen Berufsbildung sowie dem genossenschaftlichen Wohnungsbau.

## Publikation
- 75 Jahre Konsumgenossenschaft Biel: Chronologische Darstellung der Geschehnisse von der Gründung bis zur Gegenwart zusammengestellt. Nach vorhandenen Protokollen und Dokumenten, Konsumgenossenschaft, Biel, 1967